# Cladomyza microphylla
Cladomyza microphylla är en tvåhjärtbladig växtart som först beskrevs av Carl Karl Adolf Georg Lauterbach, och fick sitt nu gällande namn av Danser. Cladomyza microphylla ingår i släktet Cladomyza och familjen Amphorogynaceae. Inga underarter finns listade i Catalogue of Life.